# Иранские народные партизаны-фидаины
Иранские народные партизаны-фидаины (перс. چريک‌های فدایی خلق ایران‎) — иранская леворадикальная организация городских партизан, появившаяся в 1979 году в ходе раскола в ОПФИН. Вела вооружённую борьбу против шахского режима и сменившего его в ходе исламской революции режима аятолл. Руководитель — Ашраф Дехгани.
В апреле 1979 года группа Дехгани откололась от ОПФИН, когда она обвинила её в отходе от стратегии партизанской войны. С первых дней иранской революции группа утверждала, что является «единственной подлинной коммунистической организацией», и выступала за продолжение вооружённой борьбы против Исламской Республики. Сообщалось, что до 30% членов ОПФИН присоединились к группе Дехгани и участвовали в восстании курдов против правительственных сил в 1979 году, поддерживая Демократическую партию Иранского Курдистана. 
В 1981 году из-за масштабных репрессии со стороны правительства, группа Дехгани была практически уничтожена. Находясь в зоне, контролируемой курдскими повстанцами, небольшая фракция отделилась от группы Дехгани, чтобы начать вооружённые операции в Каспийском регионе, как это было во время операции в деревне Сиях-Кель, однако, лидеры данной группы были убиты в марте 1982 года, ещё не успев начать вооружённые нападения на правительственные силы.
Выжившие члены группы и её фракции перебрались в Европу в 1990-х годах.